# Lepidosaphes perlonga
Lepidosaphes perlonga är en insektsart som först beskrevs av Cockerell 1898.  Lepidosaphes perlonga ingår i släktet Lepidosaphes och familjen pansarsköldlöss. Inga underarter finns listade i Catalogue of Life.